# Linnaea grandiflora
Linnaea grandiflora är en tvåhjärtbladig växtart som först beskrevs av Rovelli, André, och fick sitt nu gällande namn av Christenh. Linnaea grandiflora ingår i släktet linneor, och familjen Linnaeaceae. Inga underarter finns listade i Catalogue of Life.